# Kozak System

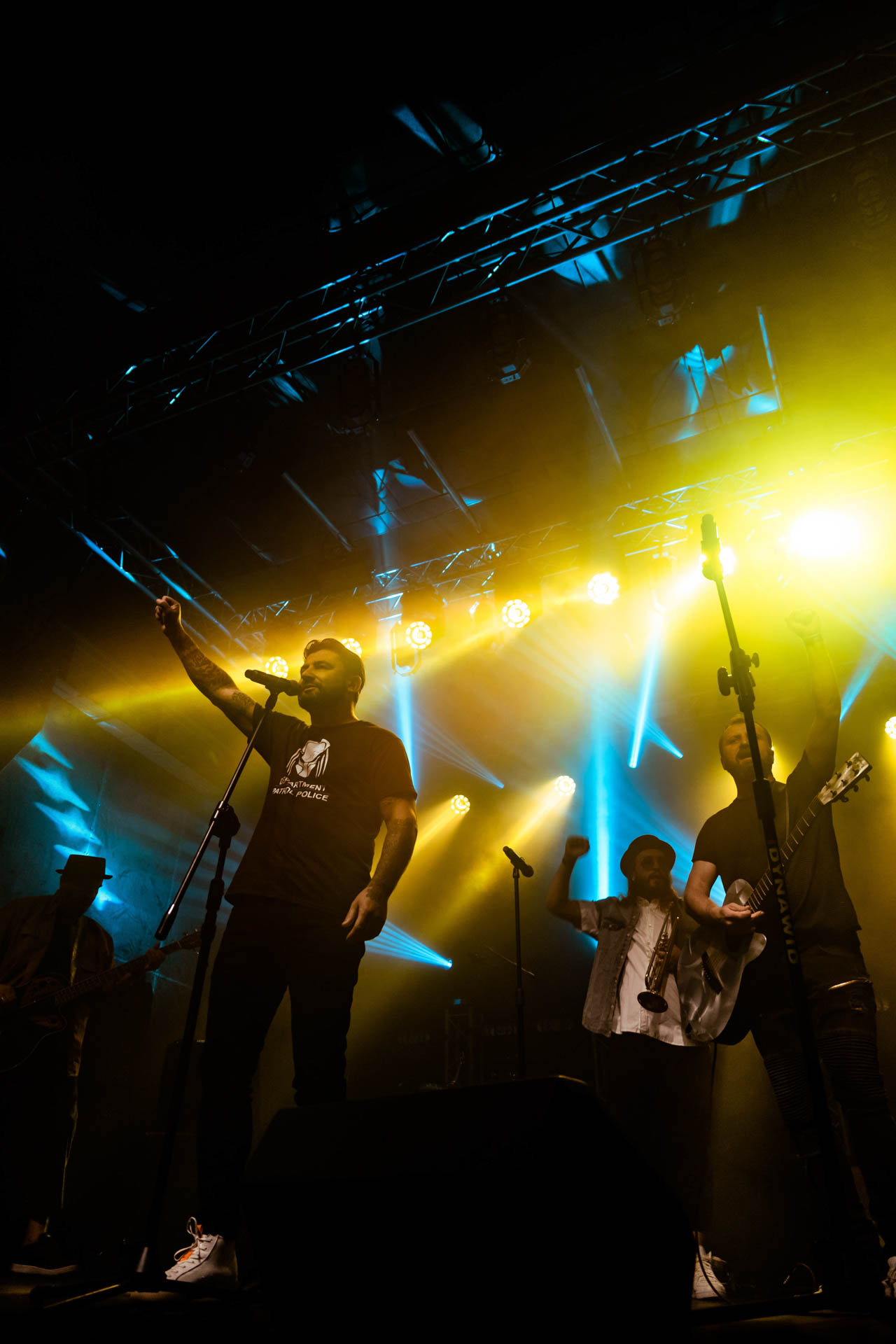
Kozak System 2022 JarmarockFest Poland Gdansk

«Kozak System» («Козак систем») — український рок-гурт, заснований у 2012 році в Києві з музикантів, які вийшли з гурту «Гайдамаки». Музиканти гурту мають шість записаних альбомів: «Шабля» (2012), «Пісні самонаведення» (разом з Тарасом Чубаєм, 2014), «Живи і Люби» (2015), «Не Моя» (2018), «Закохані Злодії» (2020), «Земля. Вітер. Вогонь» (2022). 
Гурт складається з п'ятьох музикантів: Івана Леньо — вокал/акордеон, Олександра Дем'яненка (Дем) — гітара, Володимира Шерстюка — бас, Сергія Соловія — труба та Сергія Борисенка — ударні. Гурт «Kozak System» за час свого існування відвідав з концертами понад 18 країн світу.

## Історія гурту

### 2012
У 2012 році музиканти вийшли зі складу гурту «Гайдамаки» назвавши себе «Kozak System», а вокалістом став Іван Леньо.
Перший концерт гурту відбувся в Тернополі 20 травня 2012 року, — саме цю дату самі музиканти вважають днем народження перейменованого колективу.
У співпраці з відомими українськими митцями, поетами та музикантами: Сашком Положинським, Катею Chilly, Сергієм Жаданом, Андрієм Середою, Дмитром Лазуткіним, Юрком Їздриком, в листопаді 2012 року Kozak System презентують свою першу студійну платівку — «ШАБЛЯ».
За перший рік існування було відзнято два відеокліпи пісень з дебютного альбому: «Шабля» та «Така Спокуслива» (пізніше саме ця пісня стала саундтреком до серіалу «1+1 production» «Останній москаль»).

### 2013
2013 рік відзначився для музикантів активним гастрольним графіком: окрім численних виступів в Україні, Польщі та Німеччині, Kozak System представляв країну на Днях України у Великій Британії та на фольковій сцені Przystanek Woodstock в Польщі.

### Революція Гідності
Початок зими 2014 року вніс свої корективи в життя всієї країни: Kozak System пліч-о-пліч з видатними українськими митцями не сходив зі сцени Євромайдану в Києві, активно концертував та брав безпосередню участь у подіях Української революції, постійно закликаючи українців не бути байдужими до майбутнього країни.
Фронтмен гурту, Іван Леньо, спілкуючись із друзями-музикантами на Євромайдані, виношує ідею зробити щось грандіозне, що могло би підняти дух тисяч українців. Зрештою, народився неофіційний гімн Євромадану — «Брат за брата» на слова Сашка Положинського, на який в ніч на 1 грудня без підготовки та репетицій, було відзнято відеокліп за участі Kozak System, Тараса Чубая, Сергія Фоменка, Марії Бурмаки, Олега Собчука, Анжеліки Рудницької, Олени Грозовської, Едуарда Приступи, Юрія Журавля, Сєні Присяжного, Ірени Карпи, Дмитра Лазуткіна, Олександра Піпи, Вадима Красноокого, Олеся Донія, Руслани Лижичко, Святослава Вакарчука, Антіна Мухарського, Євгена Нищука, Сергія Пантюка, в якому кадри з музикантами в студії звукозапису чергуються з відео протестів на Євромайдані.
Музиканти Kozak System стають обличчям українського Майдану для польського телебачення, проводячи багато часу в прямих трансляціях з Майдану та даючи інтерв'ю польською мовою для ЗМІ.
22 січня 2014 року польське видавництво «Lou Rocked Boys» оприлюднює відеокліп на пісню «Брат за брата», де до козаків приєднуються польські друзі — гурт ENEJ, троє з учасників якого мають українське коріння.

### 2014
В 2014 році бачить світ платівка Kozak System у співпраці з Тарасом Чубаєм «Пісні самонаведення», автором ідеї поєднання української етніки, рокової мелодики та регі став бас-гітарист Kozak System Володимир Шерстюк, який давно мріяв про втілення цього проекту в життя. На платівці домінують варіації на тему козацьких пісень, присутні тексти відомих українських поетів Костя Москальця та Богдана Ігоря-Антонича.
В червні 2014 року Kozak System в рамках телефестивалю KrajowyFestiwalPiosenkiPolskiej опиняються на одній сцені із легендарною Марилею Родович, де виконують спільну пісню «I warto czekać» («І варто чекати»), написану на підтримку України і спеціально для знакового фестивалю в Ополє. Концерт був трансльований у прямому ефірі каналом TVP1, його подивилося близько 4.7 млн людей.

### 2015
В березні 2015 року виходить третя платівка «Живи і Люби» (польська версія отримує назву «Kochaj i Żyj»), яку презентують великим концертом в київському клубі Atlas.
Пісня «Наш Маніфест», в якому музиканти розповідають про свою чітку позицію по відношенню до ворожої сусідньої країни, стає всеукраїнським хітом і досі не тільки не втратив актуальності, а й продовжує набирати обертів.
30 травня фанати київського «Динамо» запрошують Kozak System разом з «Океаном Ельзи», «ВВ» та «С.К.А.Й.» для виступу на масштабному концерті на честь чемпіонства ФК «Динамо-Київ» на стадіоні «Олімпійський», а концертне літо 2015 козаки відкривають, представляючи Україну на міжнародному музичному фестивалі у Польщі «Oświęcim LIFE Festival», де грають разом з UB40, Chris De Burgh, Lemon та іншими відомими музикантами зі всього світу. Серпень для Kozak System відзначився чеським фестивалем TRUTNOFF, де  гурт став хедлайнером разом із Prodigy, The Subways та Matisyahu.
Того ж року польські ЗМІ називають Kozak System найвідомішою командою з України, а трек «Kochaj i Żyj», записаний разом з польським гуртом «Red Lips» — безумовним хітом, який опинився в трійці найкращих польських треків року.
6 листопада в київському клубі Sentrum великим та гучним концертом розпочинається тур «НАШ МАНІФЕСТ», під час якого музиканти відвідують найбільші українські міста.

### 2016
Новорічну ніч 2016 року Kozak System проводять на головній сцені Кракова: музиканти отримують запрошення від польського телевізійного каналу TVN, який виступив організатором грандіозного шоу FUNtastyczny Sylwester. На неймовірне дійство прийшли подивитися більше 150 тисяч мешканців та гостей Кракова.
5 березня до Києва прилітають жадані гості — польські друзі з гурту Enej разом з Kozak System відіграють з аншлагом концерт «WARSZAWA—КИЇВ», поляки та українці виконують на сцені київського клубу Sentrum два повноцінних півторигодинних сети.
Паралельно з музикою Kozak System в 2016 році продовжують займаютися іншою суспільною діяльністю: їздять з концертами на Схід України, стають волонтерами центру допомоги онкохворим дітям та відкривають інші грані своєї творчості: Іван Леньо, фронтмен гурту, грає головну роль в рок-мюзіклі по мотивах Євромайдану Got To Be Free (автором якого є відомий банкір, філантроп та музикант Володимир Лавренчук). Під час однієї зі сцен мюзіклу Kozak System грають на імпровізованій сцені «Брат за брата», відтворюючи події Революції Гідності.
Після насиченого концертного літа, 12 листопада в київському клубі ATLAS гурт презентує EP (extended play) «Не Моя», який складається з 5 треків: заглавний сингл «Не Моя» і два ремікси на нього, «Basta» на слова Юрка Іздрика та оновлену версію пісні «Сніг».

### 2017
22 березня на церемонії нагородження премії «Селекція» від радіостанції «Джем FM» сингл «Не Моя» отримує перемогу в номінації «Сингл року» — пісня побила всі рекорди по часу перебування на першому місці чарту.
Того ж місяця виходить новий сингл «Мій Друг», в якому музиканти відзначились співпрацею із Сашком Положинським та Ярмаком.
Під час конкурсу Eurovision-2017, який проходив у Києві, Kozak System відіграють масштабний концерт на Хрещатику в містечку Євробачення — Eurovision village.
Графік літніх виступів гурту цьогоріч охоплює Україну, Сполучені Штати Америки, Канаду, Польщу, Німеччину, Ірландію та Англію.
На офіційних сторінках в соцмережах гурт повідомляє про щонайменше три нових синґли та кілька нових відеокліпів, які будуть презентовані вже восени та активну підготовку до релізу четвертого лонгплея, який вийде в 2018 році.
Володимир Шерстюк, бас-гітарист та менеджер Kozak System: У 2012 році, коли утворився цей гурт – не безболісно, все одно це в музичному сенсі був якийсь спадок нашого попереднього гурту. Я не буду вдаватися, що це була за музика, все одно, це були якісь трансформовані «Гайдамаки» – це був перший альбом, «Шабля». Потім відбувалася поступова трансформація нашої музики, тому що наша мрія фактично – це інтегрувати українське етнічне начало в світовий контекст, обов’язково через сучасні тренди! Обов’язково, тому що інакше це не буде нікому цікаво, і український корінь тоді не отримає нового сучасного розвитку. Все етнічне має рости, а не має бути законсервованим, інакше воно усе перетворюється на мертві рушники на стінах, як би там не було. Ми цього не хочемо, бо занадто любимо Україну і все, на чому вона стоїть. 
 Потім ми почали трансформуватися і зробити це достатньо сильно, увійшовши однією ногою у так званий новий шоу-бізнес у 2015 році альбомом «Живи і Люби» – там наші прихильники, чи просто ті, хто нас чули, можуть помітити велику різницю в звучанні. Це був свіжий вітер із новий візуальним образом, і знову ж таки ми зрозуміли, що в повітрі, взагалі в індустрії в Україні і в світі висять уже нові тренди – і музичні, і візуальні, і поетичні, узагалі будь-які. І ці тренди ми хочемо встигнути схопити і ще запхати навіть у цей альбом, навіть, не в дуже явний спосіб. Це не гонитва за модою, дуже важливо це розуміти. Ми хочемо, щоб українське завжди було сучасним. Це ключова наша концепція і наша парадигма. Українське має бути актуальним – тільки за цієї умови українці як країна, як нація матимуть змогу розвиватися, а не сидіти на своїх старих коріннях. І тому в цьому новому альбомі, дуже сподіваємось, будуть чітко проглядатися світові музично-поетичні тренди в нашій же музиці. 

### 2018
16 січня 2018 року стало відомо, що гурт візьме участь у Національному відборі на «Євробачення-2018». З піснею Mamai (слова — Микола Бровченко) гурт виступив у першому півфіналі Нацвідбору, але у фінал не пройшов.
30 березня у столичному клубі Атлас була презентована четверта платівка гурту «Не Моя», в яку увійшли 8 композицій.
На початку травня Kozak System записали гімн 10 гірсько-штурмової бригади «Едельвейси», автором слів виступив командир батальйону цієї бригади Гліб Бабич (позивний Лєнтяй). Відеокліп на пісню «Подай зброю» музиканти знімали в зоні АТО, а влітку виходить лірик-відео на нову життєствердну пісню «Така Як Літо [Архівовано 10 жовтня 2018 у Wayback Machine.]» (режисер: Віталій Климов).
Тим часом lyric-video на композицію «Не Моя [Архівовано 1 травня 2019 у Wayback Machine.]» долає позначку 1 000 000 на youtube, незабаром стрімко набирає і 2 000 000.
«Коли Вона» також набирає свій перший 1 000 000 переглядів.
28 жовтня музиканти з аншлагом відіграють великий концерт з друзями з Польщі, гуртом Enej, у Львові.

### 2019
У лютому 2019 року, музиканти презентують свій новий кліп під назвою «Холодного січня [Архівовано 22 вересня 2020 у Wayback Machine.]», і всю зиму проводять на репетиційній базі, звідки активно діляться подробицями своєї роботи у соцмережах: стає відомо, що незабаром світ побачить і п'ята повноформатна платівка Kozak System.
Влітку цього року виходить відео на пісню «Досить сумних пісень» [Архівовано 12 листопада 2019 у Wayback Machine.]. Пісня стала першим опублікованим треком KS з анонсованого на 2020 рік альбому «Закохані Злодії». Презентація нової платівки має відбутися 29 лютого 2020 року у столичному Жовтневому палаці.
Кліп на найвідомішу пісню гурту — «Не Моя» набирає 3 000 000 переглядів на youtube.
У липні гурт долучается до акції «Так працює пам'ять» і записує свою версію пісні «Спи маленький козачок» (авт. Анатолій Сухий) у пам'ять про Данила Дідика.
8 жовтня 2019 презентовано ще одну пісню з нового альбому — «На маленькій планеті» на слова Миколи Вінграновського, а 20 грудня — ліричний дует Kozak System із Оксаною Мухою «Я відчуваю тебе».

### 2020
29 січня виходить кліп на пісню «Повінь» (режисер — Віктор Придувалов), в головній ролі якого знімається відомий український актор Андрій Ісаєнко.
29 лютого 2020 року (за кілька днів до початку карантину через covid-19) у столичному «Жовтневому палаці» відбувається великий сольний концерт Kozak System, де було презентовано нову платівку «Закохані Злодії». Усі квитки були розпродані ще до початку шоу.
Музичний критик Ігор Панасов у рецензії пише:
«І якщо колись в Україну прийде вітер, який знесе усе випадкове та ненадійне, який зруйнує міста і перетворить їх на пустелю, вижене звідси всіх, хто шукатиме щастя на чужині, тут залишиться лише те, що є сіллю цієї землі. І пісні KOZAK SYSTEM точно будуть серед цих скарбів»
Під час вимушеної перерви через карантин, Kozak System відіграють кілька онлайн-сетів, серед яких — Kozak System #online_birthday: у травні групі виповнилося 8 років. 
Під час протестів в Білорусі, трубач гурту Сергій Соловій за один день пише пісню «Яbosh сваіх» на підтримку білорусів, де в сатиричній формі висміюється «останній диктатор Європи» Олександр Лукашенко: трек був створений, записаний та випущений за рекордно короткий термін — лише за добу.
18 серпня 2020 виходить пісня та кліп «Героям» на підтримку українських Воїнів, а також для всіх людей, що протестують у Білорусі: у музичному проекті беруть участь Сергій Танчинець, фронтмен «Без Обмежень», Іван Леньо та Сергій Соловій з Kozak System, Олег Собчук (С. К. А. Й.) та Артур Даніелян;
З 9 вересня 2020 починають запис нового, шостого альбому (саундпродюсер — Мілош Єліч).

### 2021
У 2021 році вийшла нова пісня з ІЛЛЯ LETAY на пісню "Танцюєш", яку було презентовано влітку на фестивалі Atlas Weekend. Не обійшлося і без метафізики – виступ був два дні підряд, на другий день було заплановано використати штучний дощ за допомогою пожежної машини, але адміністративно це вирішити не вдалося. Перед самим концертом небеса вирішили долучитись до справи і почав падати такий дощ, який, можливо, був навіть потужніший, аніж той, який був у фантазіях Сергія Соловія. Сприйнявши це як знак, музиканти вирішили не перечікувати, а почали концерт саме з «Танцюєш»… Не дивно, що після виконання пісні Небесний Господар, виконавши свою справу, дощ припинив.
Новий альбом отримав назву - "Земля. Вітер. Вогонь." Восени один за одним музиканти оприлюднюють два синґли з нового альбому та відео на них - "Хто як не ти" та "5 хвилин" (останнє стрімко набрало півмільйона переглядів лише за пару місяців).
22 листопада 2021 року було анонсовано великий сольний концерт до 10-річчя гурту, який мав відбутись 18 травня 2022 року в київському Палаці Спорту. Окрім самих KOZAK SYSTEM на сцену мали вийти топові українські зірки, зокрема,  Сергій Танчинець, Без Обмежень, Віктор Павлик, Олег Собчук, СКАЙ, Оксана Муха, ENEJ, Тарас Чубай, Сергій Мартинюк, Фіолет, Сергій Жадан, Брати Гадюкіни, YARMAK. Однак цьому завадило повномасштабне російське вторгнення в Україну наприкінці лютого 2022 року

## Учасники
- Іван Леньо — спів, акордеон, клавішні
- Олександр Дем'яненко — гітара, спів
- Володимир Шерстюк — бас-гітара, спів
- Сергій Борисенко — ударні, спів
- Сергій Соловій — труба, спів, клавішні

## Дискографія

### Студійні альбоми
- 2012 — «Шабля»
- 2015 — «Живи і Люби»
- 2018 — «Не Моя»
- 2019 — «Закохані Злодії»
- 2022 — «Земля. Вітер. Вогонь.» (мав вийти 18 травня 2022 року, але через російське ПОВНОМАСШТАБНЕ вторгнення випуск альбому був відкладений на невизначений термін[4][5]).

### Спільні альбоми
- 2014 — «Пісні самонаведення» — Kozak System і Тарас Чубай

## Відеокліпи
| Рік  | Назва пісні                                         | Режисер(и)                        | Альбом                  |
| ---- | --------------------------------------------------- | --------------------------------- | ----------------------- |
| 2012 | «Шабля»                                             | Сергій Тахмазов                   | «Шабля»                 |
| 2012 | «Така Спокуслива»                                   | Тарас Дронь                       | «Шабля»                 |
| 2012 | «Гей, Іване»                                        | фан-відео                         | «Шабля»                 |
| 2014 | «Брат за брата» feat Enej & Maleo Reggae Rockers    | Mateusz Winkiel                   | «Шабля»                 |
| 2014 | «Не було і от»                                      | Юрій Морозов                      | «Живи і Люби»           |
| 2014 | «Повертайся живим» feat Сестри Тельнюк              |                                   | -                       |
| 2014 | «Сни»                                               | Юрій Морозов                      | «Живи і Люби»           |
| 2015 | «Битим склом»                                       | Ахтем Сейтаблаєв                  | «Живи і Люби»           |
| 2015 | «На#уй маніфест»                                    | Сергій Соловій                    | «Живи і Люби»           |
| 2015 | «Коли вона»                                         | Влад Разіховський                 | «Живи і Люби»           |
| 2016 | «Криза С. В.»                                       | Сергій Соловій                    | «Живи і Люби»           |
| 2016 | «Не Моя»                                            | Віктор Придувалов                 | «Не Моя»                |
| 2017 | «Мій Друг»                                          | Сергій Соловій                    | «Не Моя»                |
| 2017 | «У осені очі твої»                                  | Дмитро Маніфест                   | «Не Моя»                |
| 2018 | «Я віддам»                                          | Олексій Сігалов                   | «Не Моя»                |
| 2018 | «Фарисейська»                                       | Богдан Савлюк                     | -                       |
| 2018 | «Подай зброю»                                       | Гліб Бабич, Костянтин Михайлов    | -                       |
| 2018 | «Така, як літо» (lyric-video)                       | Віталій Климов                    | «Закохані Злодії»       |
| 2018 | «Мости» (lyric-video)                               | Сергій Соловій                    | «Не Моя»                |
| 2019 | «Холодного січня»                                   | Олександр Шкрабак, Сергій Соловій | «Не Моя»                |
| 2019 | «Досить сумних пісень»                              | Влад Разіховський                 | «Закохані Злодії»       |
| 2019 | «На Маленькій Планеті» (lyric-video)                | Костянтин Михайлов                | «Закохані Злодії»       |
| 2020 | «Повінь»                                            | Віктор Придувалов                 | «Закохані Злодії»       |
| 2020 | «Яbosh сваіх» (lyric-video)                         | Сергій Соловій                    | -                       |
| 2020 | «Героям» feat. Без Обмежень & СКАЙ & Артур Данієлян | Артем Григорян                    | -                       |
| 2021 | "Танцюєш"                                           | Віктор Придувалов                 | "Земля. Вітер. Вогонь." |
| 2021 | "Хто як не ти"                                      | Camera & post prisma_force        | "Земля. Вітер. Вогонь." |
| 2021 | "5 хвилин"                                          | Вікторія Квітка, Гліб Широчкін    | "Земля. Вітер. Вогонь." |
| 2022 | "Три слова"                                         | Вікторія Квітка, Гліб Широчкін    | "Земля. Вітер. Вогонь." |

## Цікаві факти
- У відео «На#уй маніфест» гурт використав одне із зображень кампанії «Не купуй російське!» — перекреслену озброєну матрьошку в камуфляжі.[7]
- У серіалі «Останній москаль» використали музику Kozak System, зокрема з пісні «Така спокуслива».
- В репертуарі гурту є кавер-версія пісні «Ace of Spades» гурту Motorhead.
- Багато знаних поетів відмовилися дописати другий куплет для пісні «Не Моя» (в основу першого ліг вірш Василя Симоненка «Ну скажи, хіба не фантастично»), побоюючись «не взяти планку». Єдиний, хто згодився — давній друг «козаків», лідер гурту «Тартак» Сашко Положинський.